# Ioras
Die Ioras (Aegithina) sind eine Vogelgattung aus der gleichnamigen Familie der Ioras (Aegithinidae) innerhalb der Ordnung der Sperlingsvögel (Passeriformes).  Ioras wurden früher zusammen mit den Blattvögeln (Chloropseidae) und den Feenvögeln (Irenidae) in die Familie Irenidae eingeordnet.

## Merkmale
Ioras haben ein überwiegend gelbliches oder grünliches, schwarze und weiße Musterungen auf den Flügeln aufweisendes Gefieder und erreichen eine Körperlänge von 12 bis 16 Zentimetern. Bei ihnen besteht kein ausgeprägter Geschlechtsdimorphismus. In der Brutzeit jedoch fällt das Männchen mit seinem leuchtenden Gefieder auf. Außerdem ist der Schwanz adulter Männchen kürzer als der der Weibchen.

## Lebensraum und Lebensweise
Ioras bewohnen Wälder, trockenes Buschland, Mangroven, Gärten und Obst- und Akazienplantagen und sind von Südasien bis nach Südostasien, östlich bis nach Borneo und Palawan verbreitet.  Meist leben sie alleine oder paarweise und ernähren sich von Spinnen, Insekten und anderen kleinen Wirbellosen. Hin und wieder werden auch Samen und Knospen gefressen. Ihr Nest ist napfförmig und wird aus Grass, kleinen Wurzeln und anderem feinen Pflanzenmaterial erbaut und mit Spinnweben zusammengeklebt. Es wird nur vom Weibchen gebaut. Das Gelege besteht aus zwei bis vier Eiern, die ca. zwei Wochen lang von beiden Eltern bebrütet werden. Die Zeit bis zum Flüggewerden der Jungvögel ist noch nicht bekannt. Unmittelbar danach werden die Jungvögel noch von den Eltern gefüttert.

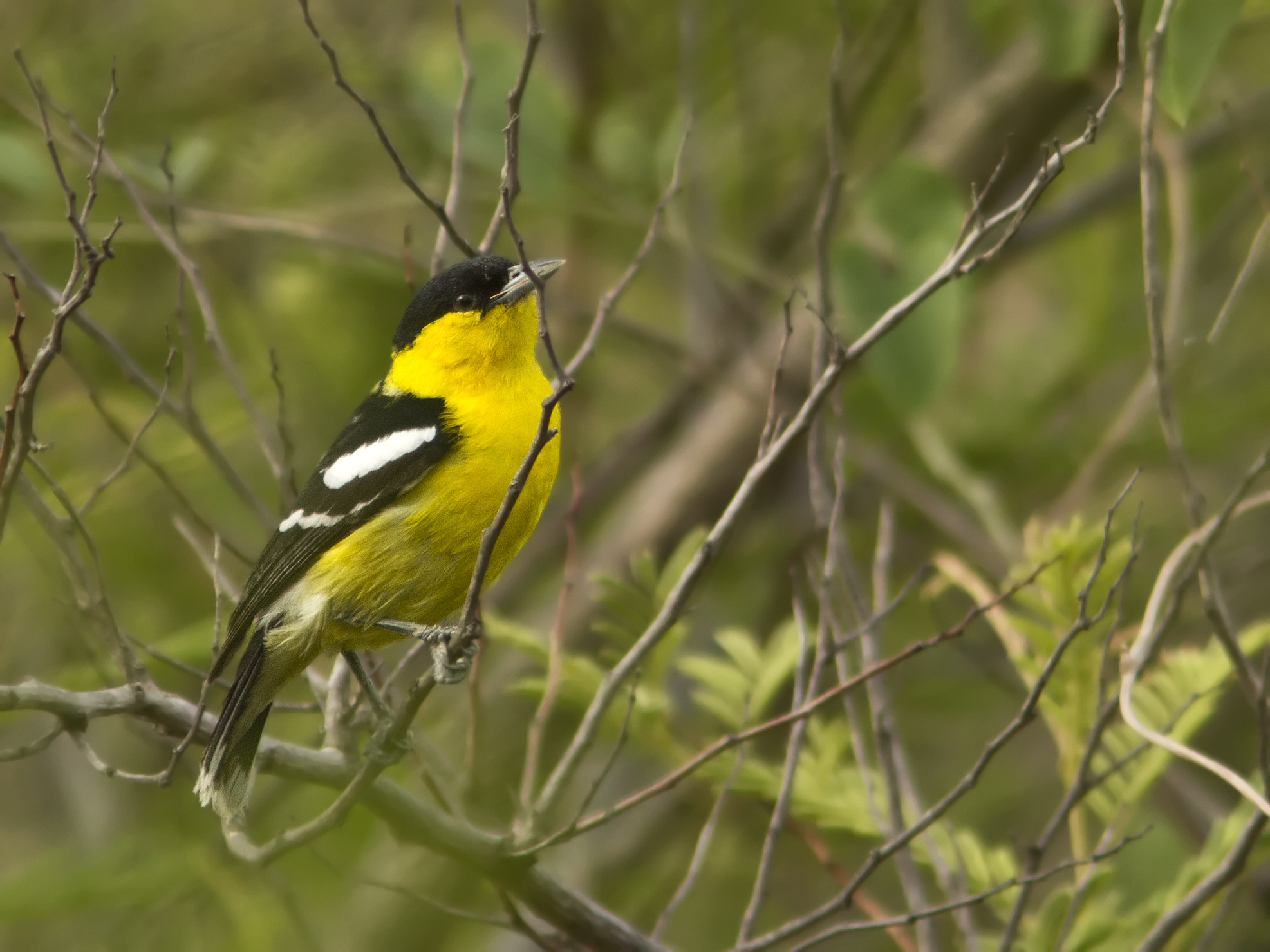
Schwarzkappen-Iora (Aegithina nigrolutea)

## Arten
Die Gattung umfasst vier Arten:
- Langschnabel-Iora (Aegithina lafresnayei)
- Schwarzkappen-Iora (Aegithina nigrolutea)
- Schwarzflügel-Iora (Aegithina tiphia)
- Smaragd-Iora (Aegithina viridissima)